# Корбут Петро Юліанович
Петро Юліанович Корбут (1908–1944) — гвардії полковник Робітничо-селянської Червоної Армії, учасник Німецько-радянської війни, Герой Радянського Союзу (1944).

## Біографія
Петро Корбут народився 16 (за новим стилем — 29) вересня 1908 року в місті Пінськ (нині — Берестейська область Білорусі). Закінчив 1 курс Бежицького машинобудівного інституту (1930—1931) Брянської області. У 1931 Корбут був призваний на службу у Робочо-селянську Червону Армію. У 1932 він закінчив Орловську танкову школу, у 1933 — школу молодшого комскладу, а в 1941 — Військову академію механізації та моторизації РККА.
У 1936 командир роти 2 окремого танкового батальйону 32 механізованої бригади ЗабВО і, пізніше, 31 окремого танкового батальйону 114 СД ЗабВО. 1939 — командир тилу 341 окремого ремонтно-відновлювального батальйону ЗабВО.
Судячи з непрямих ознак, нагородження орденом Леніна 1936 року, брав участь у війні в Іспанії (07.1936-04.1939 рр.).
Із початку Німецько-радянської війни — на її фронтах. Брав участь у Сталінградській битві.
Із 7.02.1942 командир батальйону 23 танкової бригади; із 11.04.42 — нач. штабу. Із 8 жовтня 1942 р. командир 23 танкової бригади.
21.10.1942 призначений командиром 7 окремого гвардійського танкового полку прориву (66-а армія, Донський фронт), брав участь в операції «Кільце», у результаті якої було знищено оточене угруповання противника, і 2 лютого 1943 звільнено місто Сталінград.
Із 1 серпня 1943 року гвардії підполковник (згодом полковник) Петро Корбут командував 37-ю гвардійською танковою бригадою (2-го гвардійського механізованого корпусу, 5-ї ударної армії, 4-го Українського фронту). Відзначився під час визволення Української РСР. На початку лютого 1944 року його бригада прорвала німецьку оборону з Нікопольського плацдарму в районі міста Нікополя Дніпропетровської області. 4 лютого 1944 року Корбут загинув у бою. Похований у братській могилі у Мелітополі.

## Нагороди
Указом Президії Верховної Ради СРСР від 19 березня 1944 р. «за вміле командування танковою бригадою, зразкове виконання бойових завдань, командування на фронті проти німецьких загарбників і виявлені при цьому мужність і героїзм» гвардії полковнику Петру Корбуту посмертно присвоєно високе звання Героя Радянського Союзу. Був також нагороджений двома орденами Леніна, орденами Червоного Прапора, Олександра Невського та Вітчизняної війни 2-го ступеня.

## Пам'ять
У 1947 році радянський поет Сергій Орлов присвятив Корбуту свій вірш «Біля згорілого танка».